# 날개

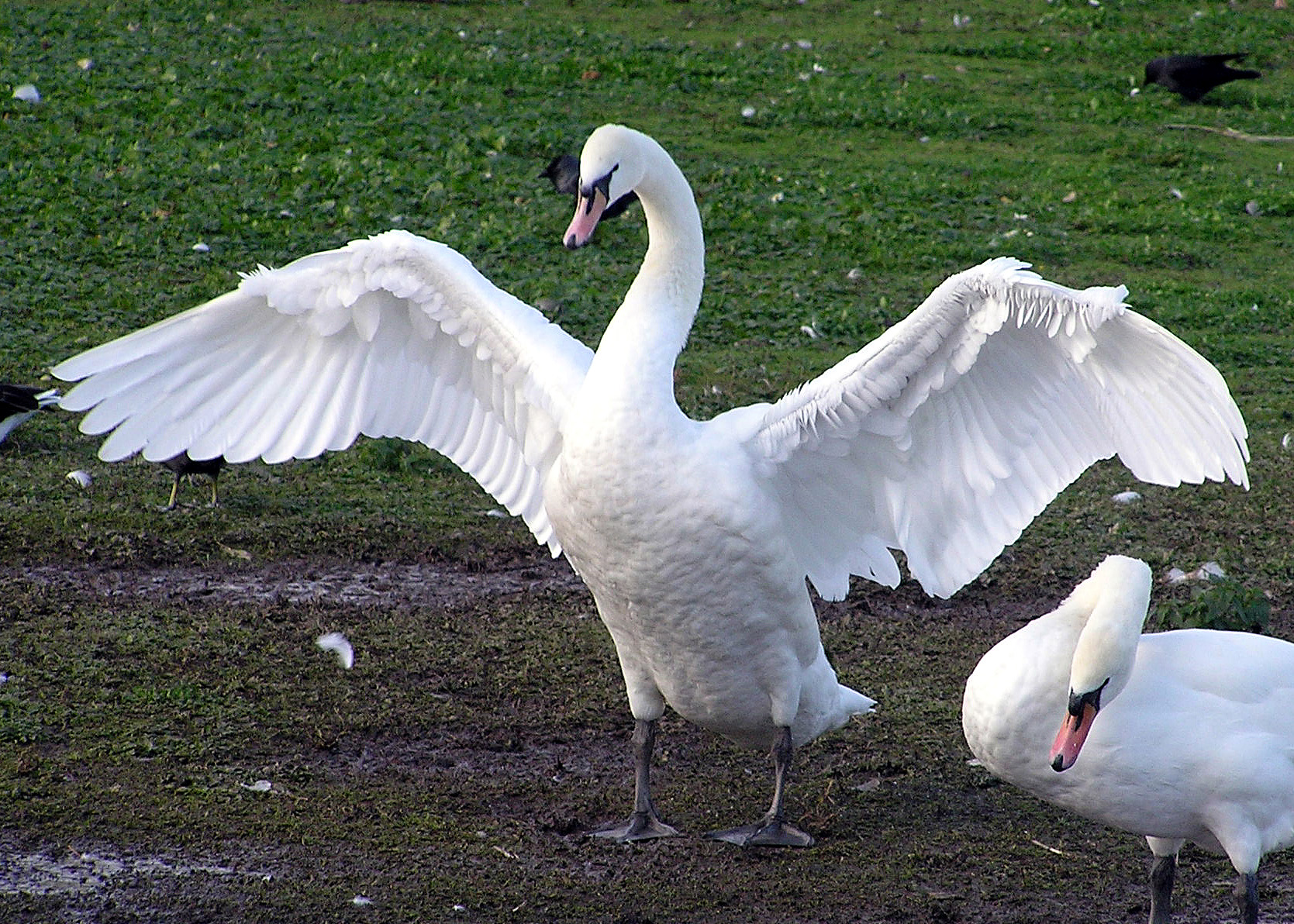
날개를 펼친 혹고니

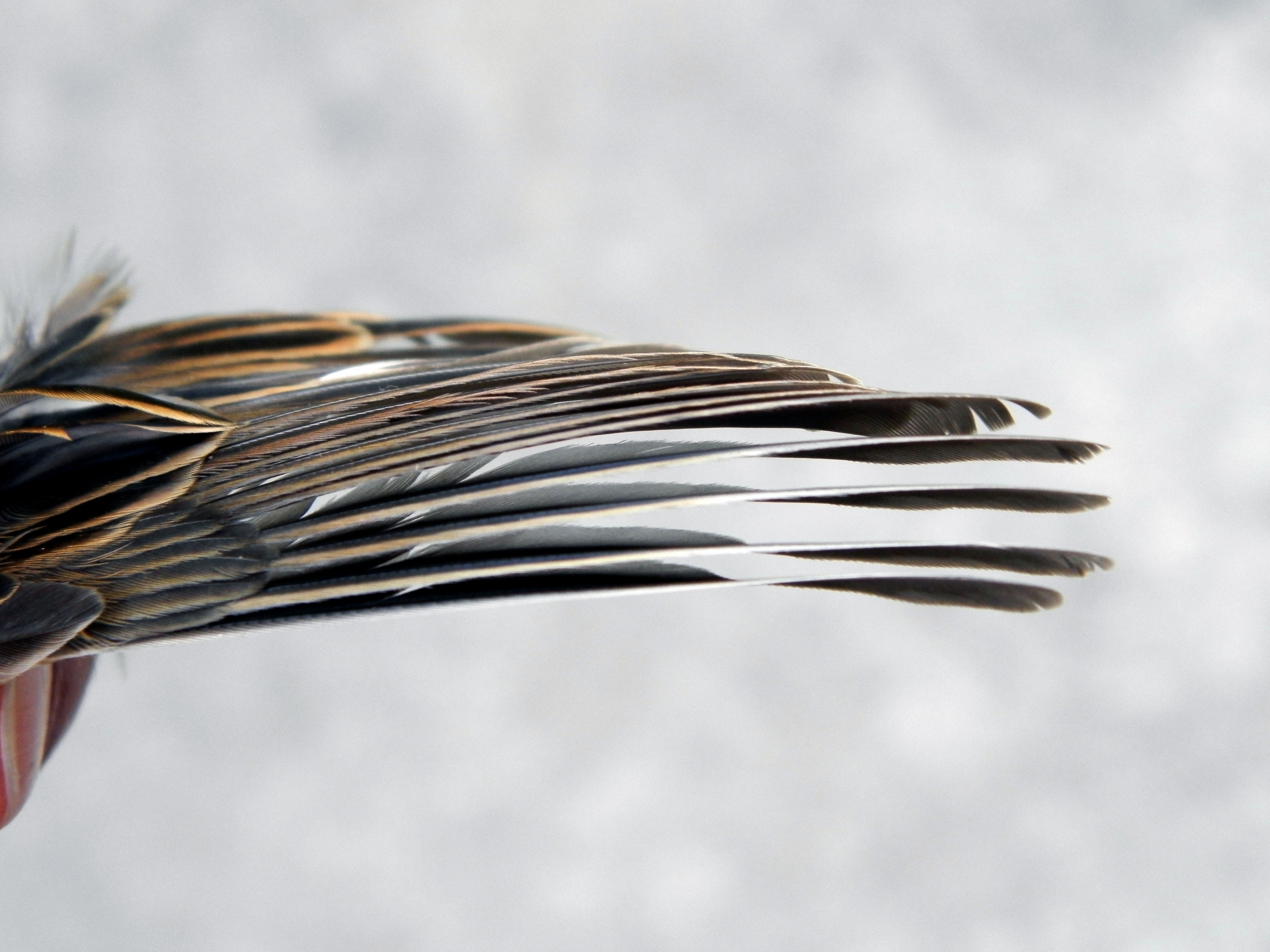
참새의 날개. 양력을 발생시키는 구조를 볼 수 있다

날개 또는 나래는 새나 곤충등의 몸 양쪽에 붙어서 날 수 있게 해주는 기관을 말하며, 비행기 등의 물체를 날 수 있게 해주는 장치를 의미하기도 한다. 곤충의 날개는 외골격이 바뀌어서, 새나 박쥐의 날개는 앞다리가 변화하여 생겼다.

## 어휘

### 유체역학에서의 날개
20세기에 들어가면 비행기가 등장해, 비행기의 날개라는 개념이 태어남과 동시에, 유체역학 등의 새로운 학문 분야가 발전해, 날개라는 말도 새로운 정의를 얻게 되었다. 그 정의는 대개, 유체와의 상호작용에 의해서 효율적으로 양력을 얻을 수 있는 형상을 한 물체라는 것이다.
또 이 정의로부터, 이 말은, 비행기의 날개 이외에도 다양한 것을 가리킬 수 있다.
- 수중익선의 수중날개 등도 날개의 일종이다.
- 레이싱 카 등에 장착되는 윙은, 상하를 반대로 한 날개이며, 차체를 지면에 꽉 누르기 위해서 아래로 향한 양력(다운 포스) 을 발생시키는 것이다.
- 범선의 돛에서 한 형태인 세로돛은, 수평 방향의 양력을 얻는 날개라 생각할 수 있다.
- 프로펠러나 로터 등의 회전날개도 날개의 일종이다. 산업용의 압축기나 풍력 터빈[2]의 블레이드 등도 회전날개로서 이해할 수 있다.

### 그 외의 용법
전의로서 일반적으로, 중앙에 위치하는 중심적인 구조로부터 좌우에 내다 붙인 것 같은 구조를 칭해 날개라고 부르거나 또 윙 등으로도 부른다. 사상적 입장을 의미하는 좌익, 우익은 혁명기 프랑스의 의회에서의, 좌우로 나누어진 의원석을 그렇게 불렀던 것에 유래한다고 한다. 건축물의 예로서는, 우지 뵤도인 봉황당의 익랑이나, 하네다 공항 (빅 버드)의 동명 윙 등을 들 수 있다.

## 생물의 날개

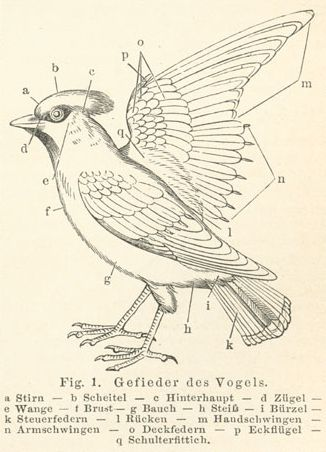
조류의 날개에서는 부위에 따라 각종의 기능을 담당한다, 여러 가지 형상의 깃털이 발달했다.

생물학등의 분야에서 특히 엄밀한 날개의 정의가 있는 것은 아니지만, 일반적인 용법으로 말하면, 날개를 가진 생물은 이하의 3종류다:
- 익룡류: 멸종. 비교적옆에 긴, 막상의 날개였다고 생각된다.
- 조류: 깃털을 휘감은 날개를 가진다. 날개깃, 조류용어#익우부 등을 참조.
- 박쥐류: 길게 뻗은 손가락의 뼈와 피막에 의해 구성된 날개를 가진다.

이것에 가세해 곤충류의 시를 날개로서 취급하기도 한다.
모두, 비상(범상 및 공중 정지를 포함)을 목적으로 한, 홰치는 기능을 가진 것이다.

### 소사
날개의 홰침에 의한 비상을 최초로 한 생물은 고생대의 곤충이며, 이 능력의 획득이 곤충의 오늘날 번영의 하나의 요인이라 생각된다. 곤충은, 홰침에 의한 비상 능력을 획득한 유일한 무척추동물이다.
중생대가 되면 척추동물에도 홰침 비상을 실시하는 날개의 소유자가 나타났다. 현재로서는, 삼첩기 중순의 익룡이 그 전조였다고 생각된다.
쥬라기 무렵이 되면, 공룡의 계통의 일부로부터, 새가 태어났다. 그렇다고는 해도, 깃털이 화석에 남기 어려운 일도 있어, 공룡-새계통의 진화 중에서 홰침 비상이 언제, 어떻게 시작되어, 날개의 진화가 어떠한 과정을 밟아 왔는지에 대해서는, 정확히 알 수 없다.
마지막에 등장한 홰침 비상을 실시하는 생물은 포유류의 박쥐이며, 신생대의 제3기였다고 생각된다.

### 홰치지 않는 날개
이상과 같이 일반적인 용법을 고집하지 않고, 항공기적인 날개의 의미를 유용한다면, 글라이더와 같이 활공하는 능력을 가진 여러 가지 생물이 시야에 들어 온다.
홰쳐 상승하거나 장거리를 항속하는 능력은 그들에게는 없지만, 안에는 고도차이의 4~5배의 거리를 활공하는 것도 있다.
여러 가지 접근의 것이 알려져 있다.
- 날다람쥐, 하늘 다람쥐, 후크로모몬가, 날원숭이: 사지의 사이 등에 발달한 피막의 "날개"를 가진다.
- 트비트카게: 늑골이 옆으로 늘어나 체간으로부터 크게 쑥 내민 형태가 되어, 거기에 피막이 발달한다. 평상시는 작게 접어져 있다. 지금 생존한 척추동물 속에서 사지로부터 독립한 "날개"를 가진 유일한 생물이다.
- 트비야모리: 트비트카게만큼 발달하지는 않았지만 늑골이 퍼져 날개의 역할을 완수한다.
- 롱기스쿠아마: 화석종. 발달한 동체의 복수의 비늘이 날개의 역할을 완수했다.
- 트비헤비: 늑골을 펼쳐 몸을 평평하게 해, 전신을 S자형으로 하는 것으로, 거의 전신을 날개로서 사용한다.
- 트비가엘류: 사지의 손가락이 길고, 거기에 발달한 "물갈퀴"를 사용해 활공한다. (나무위생이며, 유영은 하지 않는다)
- 날치류: 가슴비레, 배지느러미, 꼬리지느러미가 발달해, 날개의 역을 완수한다.
- 트비이카: "앞뒷날개(카너드)"를 갖춘 것과 동시에, 다리와 점액으로 타원 평면형의 "날개"를 형성.
- 식물: 일부의 식물의 과실에는, 동적 양력을 이용해 이동거리를 버는 것이 있어, 시과로 불린다. 대부분은 일종의 회전날개이며, 단풍나무속의 종자가 유명. 특징적인 것은 보르네오섬의 삼림에 나는 하네후크베 (Zanonia Macrocarpa; 박과)로, 이것은 좌우 대칭인, 무뒷날개의 글라이더다.

한층 더 개념을 전개해 간다면, 수생생물에서 많이 볼 수 있는 지느러미도 또한 유체역학적인 의미로 날개라고 말할 수 있다. 그래도 이런 생물이 활공이나 유영을 위해서 발달시킨 기관은 일차적으로는 피막이며 지느러미이고, 이것들을 날개라고 부르는 것은 일반적이지 않다.
- 미국 하늘 다람쥐
- 트비트카게(날개를 반 정도 전개한 상태)
- 트비가엘
- 트비워
- 익과의 여러 가지
- 참새의 왼쪽 날개

## 항공기의 날개

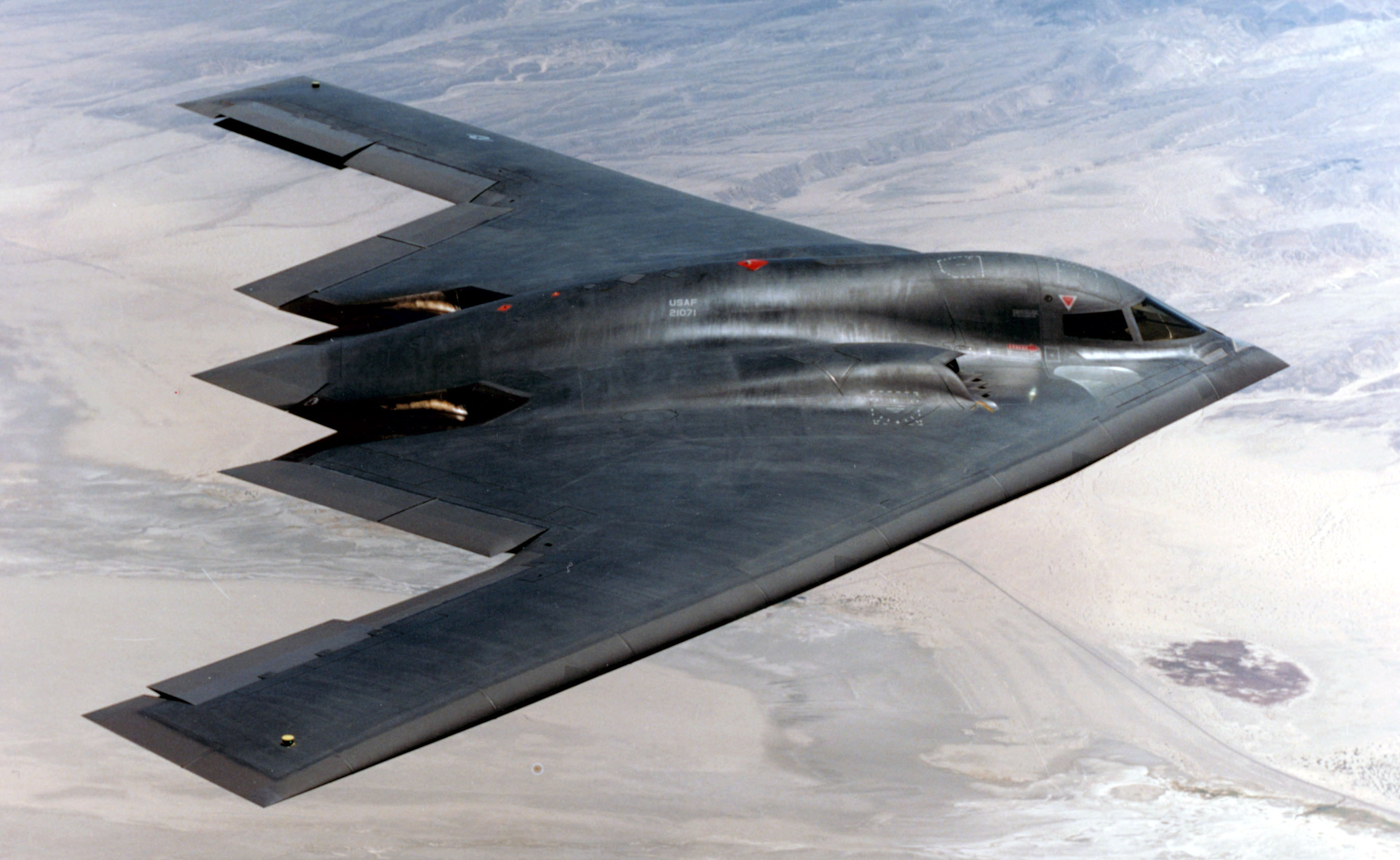
B-2는 수평꼬리도 수직꼬리도 가지지 않은 무미익기(전익기라고도 함). 제트 엔진도 날개에 내장했다(앞의 부푼 곳).

항공기, 특히 부력이 아니고 동적 양력을 이용해 비행하는 중항공기에서, 날개는 엔진 이상으로 중요한 필수의 장비품이다(예를 들어, 글라이더에는 엔진이 없지만, 날개는 있다). 역사적 경위에 대한 자세한 것은 비행기의 역사 등을 참조.
고양력장치양력의 크기는 비행 속도의 2제곱에 비례하기(양력 참조) 때문에 저속이 되지 않을 수 없는 이착륙시에는 비행 속도를 올리는 이외 방법으로 충분한 양력을 확보할 필요가 있다. 이 때문에 사용되는 플랩 등의 장치는 고양력장치라 불린다. 자세한 것은 링크를 참조.
날개의 구조항공기의 날개 구조는, 동체 등 다른 부분의 구조와 같이, 시대와 함께 변화해 오고 있다. 자세한 것은 비행기#주 날개 등을 참조.

### 날개에 관계된 용어
간단한 설명만 적혀 있다. 상세한 것에 대해서는 각 용어의 링크를 참조.

#### 형상관계

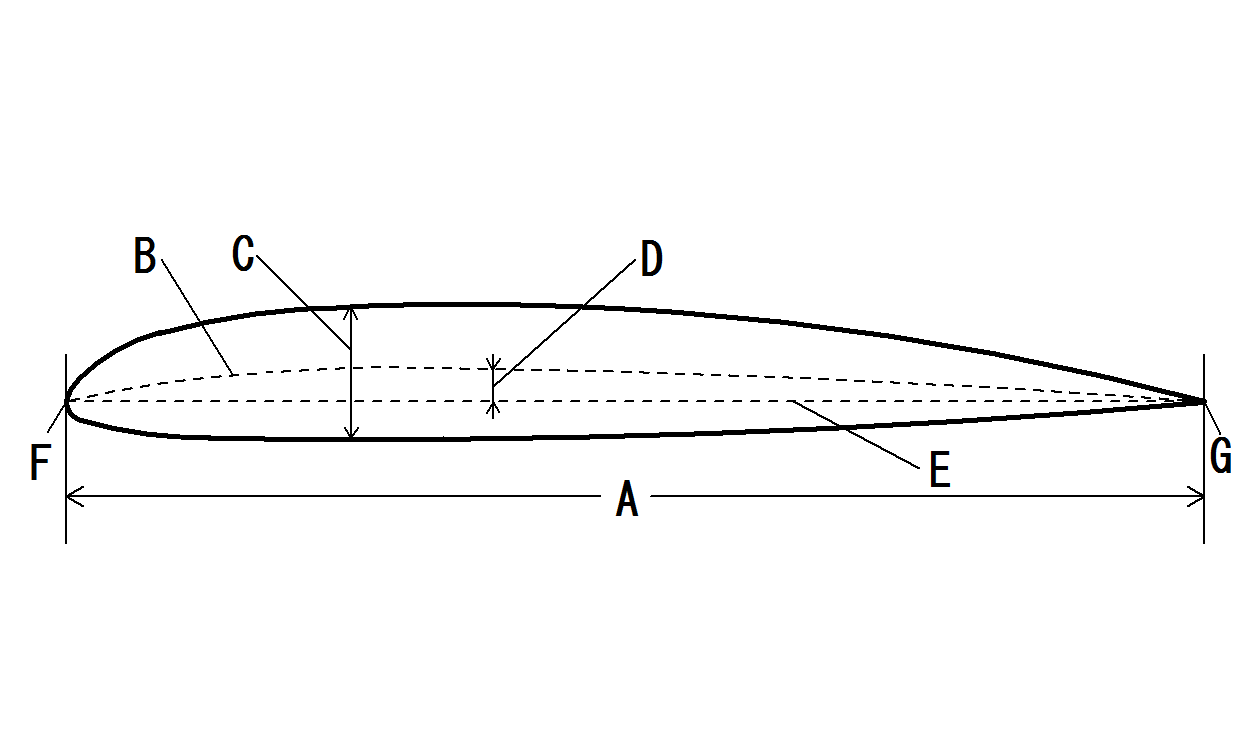
주 날개의 익형의 모델과 각부의 명칭. A익현장, B중심선, C최대익후, D최대 캐파, E익현선, F전연, G 후연.

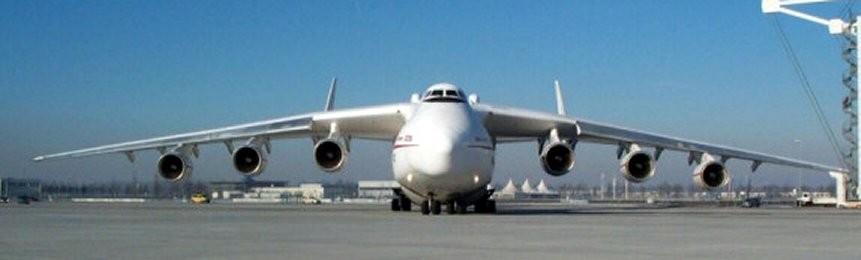
An-225의 주 날개에는 하반각을 붙였다.

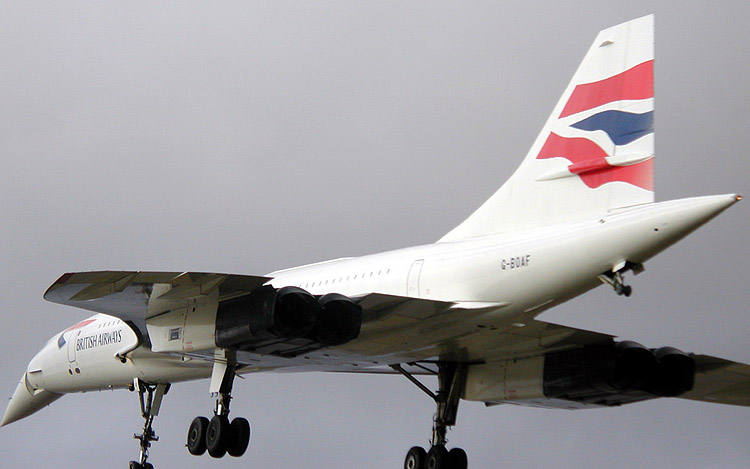
초음속으로의 순항이 요구되었기 때문에 콩코드의 주 날개는 얇았다.

전연날개의 앞쪽 가장자리. 자주 영어의 Leading Edge로부터 LE로도 표기된다.
후연날개의 뒷쪽 가장자리. 자주 영어의 Trailing Edge로부터 TE로도 표기된다.
익현선코드 라인(chord line)이라고도 말한다. 전연과 후연을 묶은 직선이다. 이 부분의 길이는 익현장 혹은 코드장이라고 하여(단지 익현으로 길이에 임해서 말하기도 한다), 수식에서는 c나 l 등으로 표기된다.
익형날개를 익현에 따라서 세로로 자른 단면. 에어 포일(airfoil/aerofoil), 날개 단면이라고도 한다. 흐름의 성질(속도·점성 등)에 따라 여러 가지 모습이 존재해, 날개의 성능을 크게 특징짓는 중요한 요소.
중심선날개의 표면과 아래쪽 면으로부터 동일한 거리에 있는 점을 전연으로부터 후연까지 연결한 선.
캠버중심선의 휘어진 상태의 크기를 나타내는 것으로, 쉽게 말하면 중심선과 익현선의 차이를 나타낸다. 일반적으로 캠버라면 가장 차이가 큰 부분(최대 캠버)을 가리키는 것이 많아, 최대 캠버를 익현장으로 나누어 백분율(%)로 고쳐 표시한다. 최대 야영자의 위치는, 전연으로부터 익현장의 15-40% 전후가 많아, 또, 캠버가 있는 경우, 영각이 0도 상태에서도 양력을 발생한다. 또 캠버가 0인 익형을 대칭날개라고 한다.
익후날개의 최대의 두께를 익후라고 하여, 최대익후를 익현장으로 나누어 백분율(%)로 고치고 나서, 최대익압비로서 표시한다. 최대익후의 위치는, 일반날개에 전연으로부터 익현장의 20% 전후가 많아, 고속기에 사용되고 있는 층류날개에서 40%까지 내려 항력을 줄이고 있다.
익폭날개의 가로폭의 길이. 스팬(span), 윙 스팬이라고도 한다. 회전날개의 경우, 브레이드 한 장의 길이. 수식에서는 b로 표기되는 것이 많다.
익평면형날개를 바로 위에서 보았을 때의 형태. 단지 평면형이라고도 한다. 테이퍼(테이퍼)이거나, 타원형이거나, 후퇴각이 붙어 있거나 한다. 이 형상이 날개의 특성을 크게 좌우한다. 자세한 것은 링크를 참조.
날개 면적날개 평면형의 면적. 투영 면적이라고도 한다. 날개를 평면에 투영했을 때의 최대 투영 면적을 날개 면적으로 한다. 동체와 겹치는 부분도 포함하고 생각한다. 수식에서는 S로 나타내지는 것이 많다.
가로세로비일반적으로는 장방형의 세로와 가로길이의 비. 세장비 혹은 어스펙트 레시오라고도 한다. 날개의 경우, (익폭) sup2/sup÷날개 면적이라는 무차원수로 나타낸다. 예를 들면, 날다람쥐는 1~2, 보잉 747-400은 약 8, 폭 신천옹은 15 정도. 후술의 양항비에 크게 영향을 준다. 극히 대략적으로 말하면, 날개는 얇을수록 효율이 좋다. 예를 들면 장거리의 해상 비행이 요구되는 해조는, 일반적으로 육지의 새보다 얇은 날개를 가진다. 수식에서는 AR나 A 등으로 표기된다.
가는 초비날개 중앙부의 익현장과 날개 단부의 익현장의 비율. 일반적으로 λ(Lambda)로 나타내진다.
영각AoA(Angle of Attack)라고도 한다. 익현선(코드 라인)과 흐름이 이루는 각도. 수식에서는 α(알파)로 표기되는 것이 많다. 양력의 크기는 대체로 영각에 비례해 증대한다. 비행기의 동체선과 익현선이 이루는 모퉁이인 부착각(angle of incidence), 진행 방향이 이루는 각도와는 반드시 일치하지 않는다.
상반각수평면으로부터 기울기상에 쑥 내밀듯이 설치된 날개의 경우에, 수평면과 날개가 이루는 모퉁이. 간단하게 말하면, 날개가 만세하고 있는 각도. 비행의 안정성에 관련되는 요소로 간단하게 말하면, 상반각을 붙이면 뱅크를 되돌릴 방향으로 힘이 가한다. 즉, 외력에 의한 혼란에 대해서 자세를 바탕으로 되돌리는 복원력이 가한다. (다만 상반각을 너무 붙이면 , 복원력이 뱅크각을 넘어 버려, 결과적으로 기체를 반대에 넘어뜨리려는 힘이 가해, 오히려 불안정이 된다. 또, 방향 안정성이 약한 경우라면 더치 롤이라 불리는 사행 운동을 일으킨다. 그 경우, 상반각을 줄이거나 반대로 하반각을 부록, 또는 뒷날개의 재검토등의 설계 조사를 실시한다)
하반각수평면으로부터 기울기하에 쑥 내밀듯이 장착된 날개의 경우에, 수평면과 날개가 이루는 모퉁이. 하반각을 붙이면 안정성이 낮아지기 때문에, 옛날에는 금기로 여겨졌지만, 주 날개에 큰 후퇴각이 있는 고속 제트기에서는 후퇴각에 의한 복원력이 너무 커서 하반각을 붙여 조정하는 경우가 있다. 특히 안정성보다 자재로 비행하는 것이 중요한 전투기는 하반각을 붙인 것이 있다.

#### 성능관계
레이놀즈 수물체에서의 주위의 흐름의 끈기를 나타내는 무차원수. 유체의 점성·날개의 크기·흐름의 속도에 의해서 정해져, 날개의 성능에 크게 영향을 주는 매우 중요한 파라미터. 보통은 자리수 단위로 표현한다. 수식에서는 R나 Re로 표기되는 것이 많다.
양력날개에 생기는 공기력 가운데, 흐름과 수직인 성분. 수식에서는 L로 표기되는 것이 많다.
항력날개에 생기는 공기력 가운데, 흐름과 평행한 성분. 수식에서는 D로 표기되는 것이 많다.
양항비양력÷항력(L/D) 혹은 양력 계수÷항력 계수(CsubL/sub/CsubD/sub)로 나타내지는 무차원수. 날개의 성능을 특징짓는 중요한 값. 간단하게 말하면, 양항비가 큰 날개는, 성능이 좋다고 말할 수 있다. 다만, 양력이나 항력은 속도나 영각등에 의해서 변화하기 때문에, 1개의 날개도 상태에 의해서 변화한다. 날개뿐만이 아니고, 항공기나 새 등 비상체 전체에서도 말하는 일이 있다.
익면하중기체 중량을 날개 면적으로 나눈 값. 즉 날개(의 단위면적 근처)가 결려야 할 중량을 나타낸다.
실속날개(특히 표면)로부터 흐름이 박리하는 현상. 스톨(stall)이라고도 한다. 실속 상태에 빠지면 항력이 증대해, 양항비가 작아져, 또 기류의 혼란에 의해서 안정성이 악화된다.

### 날개 이론

#### 기본
자가용 소형기와 같은 저아음속기의 날개는 일반적으로 이하와 같은 단면 형상(익형)을 하고 있다:
1. 전연은 둥글고, 전연으로부터 1/3 정도의 곳에서 최대의 두께가 되어, 후연이 예리한 얇은 우적형상
2. 단면의 상하 중간을 묶는 선이 원호상

이것을 닮은 익형을 가진 것이 날개로 불리거나 이러한 형상을 가리켜 편 날개모양 등이라 하는 것이 많다. 그렇지만, 현실에는 사용되는 흐름의 성질(속도·점성 등)에 의해서 단면 형상은 여러 가지가 있다.
비행기 등의 고정익기는, 날개를 갖춘 기체 전체가 전진해, 날개에 바람을 받는 것으로 양력을 얻는다. 활공중의 새 등도 같다. 자세한 양력 발생의 원리, 양력과 항력의 관계등에 대해서는 양력이나 항력을 참조.

#### 2차원날개와 3차원날개

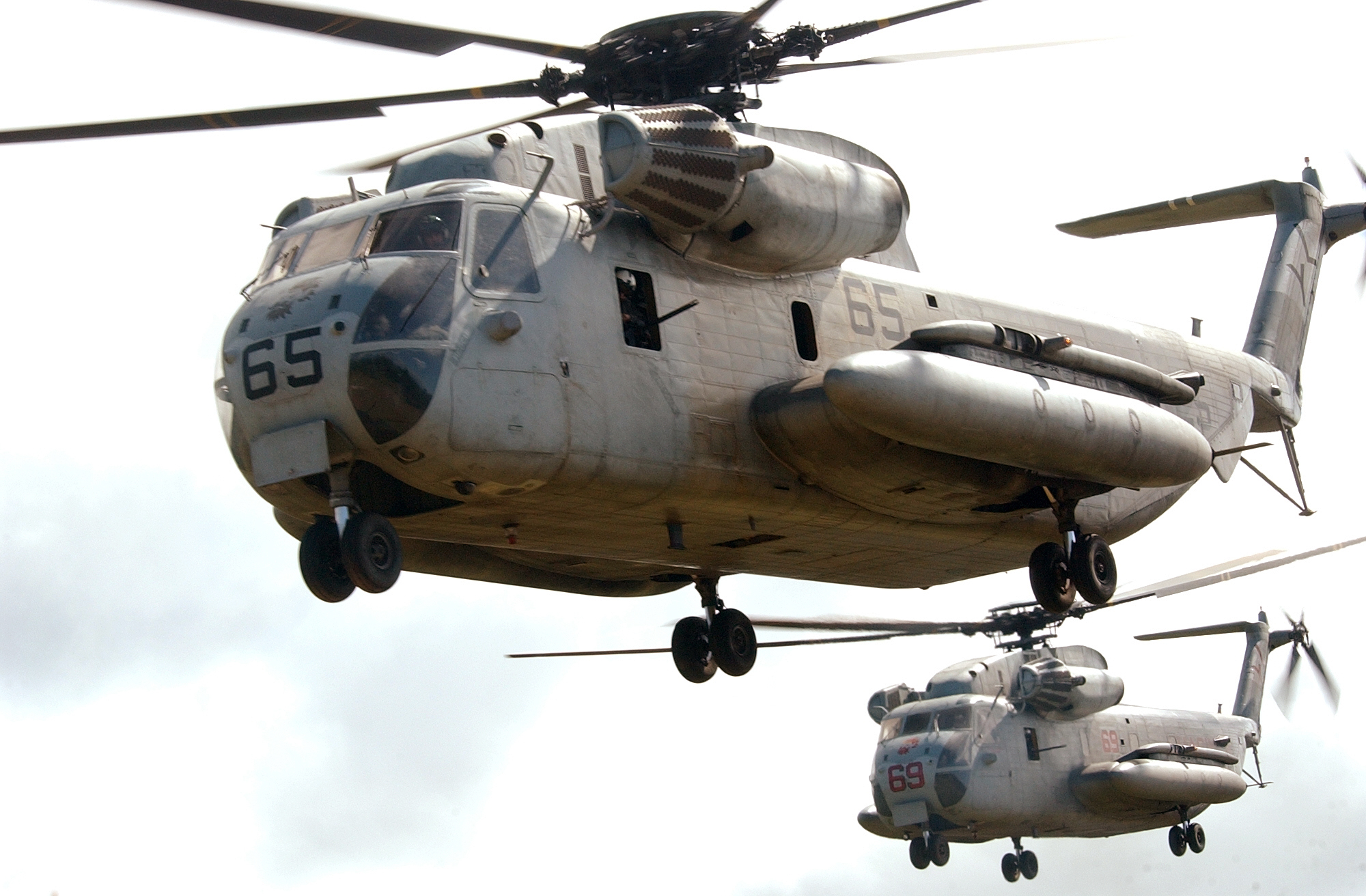
헬리콥터의 로터도 양력 발생 원리 자체는 같다. 사진은 시코르스키 CH-53 시 스탤리온.

2차원날개균일한 익형 (어디를 잘라도 같은 단면형)으로, 익폭이 무한대의 날개를 생각해 이 날개에 대한 흐름을 논의하는 일이 있다. 이러한 날개를 2차원날개라고 부른다. 익형의 형상에만 주목해 그 특성만을 논의하고 싶을 때에 상정한다. 반드시 공상상의 날개라는 것이 아니고, 예를 들면, 풍동에 익형을 시험한다는 경우, 균일한 익형을 가진 날개의 모형을 풍동내의 전체 폭에 걸쳐서(벽에서 벽으로) 달아 중앙 부근에서는 익폭의 영향을 무시할 수 있어 2차원날개로 취급한다.
3차원날개현실에 사용되는 날개는 길이가 유한하다. 익평면형이나 상하 방향의 변화(상반각) 등이 문제가 된다. 더욱 익폭방향으로 익형이 변화하는 것도 드물지 않다. 이와 같이 익형(날개 단면)이라는 2차원(평면) 이외의 요소도 고려할 때의 날개를 3차원날개라고 부른다.

#### 회전날개
어느 축을 중심으로 회전하고 상대속도를 얻는 날개를 회전날개라고 한다. 양력을 발생하는 원리 그 자체는 고정날개과 다르지 않지만, 날개 자체가 회전하는 것으로 주위의 유체와의 상대속도를 얻을 수 있다(즉, 양력을 얻을 수 있다)는 점이 다르다.
일반적으로 회전날개로 불리는 것은, 회전축이 얇은 편 날개모양 물체의 일단에 있는 것으로, 헬리콥터의 로터·비행기나 선박의 프로펠러·단풍의 종자 등이 같은 것을 가리킨다. 이 경우, 회전축측과 첨단측에서 흐름의 속도에 차이가 성과 양력의 차이가 되기 위해, 양력차이의 경감을 목적으로, 비틀림을 붙이는·위치에 의해서 익형을 바꾼다는 대책이 채택해지는 것이 많다. 자세한 것은 프로펠러·로터·터빈을 참조.
한편, 이러한 원반면내 운동이 아니고 수차와 같은 회전을 하는 날개도 존재한다. 이러한 것은, 별로 회전날개라고 하지 않는다.

## 문화속의 날개

### 신화·종교에서의 날개
- 이시스 신(기원전 14세기, 이집트)
- 페르세폴리스에 남은 조로아스터교의 심볼Faravahar (기원전 6세기?)
- 사모트라케의 니케 상(c. 190 BC)
- 무하마드에게 천계를 주는 천사 지브리르(가브리엘) (1307)
- 아야 소피아 내벽에 복원된 사랍. 6매의 날개만으로 표현되고 있다. (14세기)
- 비슈누신의 탈 것, 가루다
- 아즈텍의 유익사신 켓살코아틀

### 그 외
- 이카로스

## 날개를 이용한 스포츠
- 행글라이더
- 패러글라이더
- 카이트서핑

## 같이 보기
- 비행
- 항공: 비행기(항공기) (여객기, 전투기, 제트기 ...등)
- 동물 및 곤충 (새, 잠자리, 드래곤, 익룡, 박쥐 ...등)